# Batalha de Lemnos (1913)
A Batalha de Lemnos (em grego: Ναυμαχία της Λήμνου; em turco: Mondros Deniz Muharebesi) foi uma batalha naval ocorrida perto da ilha de Lemnos no Mar Egeu entre as forças navais do Reino da Grécia e do Império Otomano durante a Primeira Guerra Balcânica. Foi a segunda e última tentativa otomana de romper o bloqueio naval grego de Dardanelos.

## Antecedentes
A batalha surgiu de um plano otomano para atrair o poderoso cruzador blindado grego Georgios Averof para longe de Dardanelos. O cruzador protegido Hamidiye conseguiu passar pelo bloqueio grego e foi para o Mar Egeu em uma tentativa de atrair o cruzador em uma perseguição. O almirante Pavlos Kountouriotis, comandante grego, apesar da ameaça representada pela embarcação inimiga, recusou-se a destacar seu principal navio. O capitão Ramiz Numan Bey, o comandante da frota otomana, decidiu atacar do mesmo jeito. Os pré-dreadnoughts Barbaros Hayreddin e Turgut Reis e o resto da frota otomana partiram de Dardanelos às 8h20min de 18 de janeiro, navegando em direção de Lemnos a uma velocidade de onze nós (vinte quilômetros por hora). O Barbaros Hayreddin liderou a linha de batalha, com uma flotilha de torpedeiros dos dois lados da formação. O Georgios Averof, junto com os ironclads da Classe Hydra e cinco contratorpedeiros, interceptaram a frota otomana a aproximadamente 22 quilômetros de distância de Lemnos. O cruzador protegido Mecidiye avistou os gregos às 10h55min e a frota virou para o sul a fim de enfrentá-los.

## Batalha
A batalha começou às 11h55min e durou por duas horas, com a frota otomana abrindo fogo a uma distância de oito quilômetros. Eles concentraram seus tiros no Georgios Averof, que disparou de volta ao meio-dia. Os gregos tentaram cruzar o T dos otomanos às 12h50min, porém o Barbaros Hayreddin virou para o norte a fim de bloquear a manobra. Bey destacou o Mesudiye depois de um acerto sério às 12h55min. Um projétil atingiu a torre de artilharia central do Barbaros Hayreddin por volta do mesmo momento, matando toda a equipe dos canhões. Ele depois disso foi atingido várias vezes na superestrutura; estes impactos causaram poucos danos, porém criaram muita fumaça que foi sugada para dentro das salas das caldeiras, reduzindo a velocidade para cinco nós (9,3 quilômetros por hora). O Turgut Reis assumiu a liderança da formação e Bey decidiu encerrar o confronto.
O Georgios Averof aproximou-se até uma distância de 4,6 quilômetros no final da batalha e acertou a frota otomana em retirada várias vezes. Os navios otomanos aproximaram-se o bastante da costa para serem protegidos pelas baterias em terra às 14h, forçando a retirada das embarcações gregas e o fim definitivo do confronto. O Barbaros Hayreddin e o Turgut Reis tiveram, cada um, uma barbeta inutilizada pelos disparos inimigos, com ambos também tendo pegado fogo. Os dois couraçados juntos atiraram por volta de oitocentos projéteis, a maioria de suas baterias principais de 280 milímetros, porém acertaram poucas vezes seus alvos.